# Elbezweigbahn
| Streckennummer: | 6662; sä. DWK                              |                                                      |                                                      |
| Kursbuchstrecke: | -                                          |                                                      |                                                      |
| Streckenlänge: | 4,300 km                                   |                                                      |                                                      |
| Spurweite: | 1435 mm (Normalspur)                       |                                                      |                                                      |
| Maximale Neigung: | 2,08 ‰                                     |                                                      |                                                      |
| Minimaler Radius: | 170 m                                      |                                                      |                                                      |
| Zweigleisigkeit: | Dresden-Altstadt–Dresden-Altstadt Kohlenbf |                                                      |                                                      |
| |                                            |                                                      |                                                      |
| \| \| \| von Werdau Bogendreieck \| \| \| \| 0,000 \| Dresden-Altstadt \| 120 m \| \| \| \| nach Dresden Hbf \| \| \| \| 0,153 \| Nossener Brücke \| Nossener Brücke \| \| \| 0,230 \| Anst Imprägnieranstalt \| Anst Imprägnieranstalt \| \| \| \| Anst Heizkraftwerk Nossener Brücke \| \| \| \| 0,495 \| Brücke Weißeritzmühlgraben \| Brücke Weißeritzmühlgraben \| \| \| 0,520 \| Anst Glaswerk Siemens \| Anst Glaswerk Siemens \| \| \| 0,700 \| Anst \| Anst \| \| \| 0,800 \| (heutiges Streckenende) \| (heutiges Streckenende) \| \| \| 0,804 \| EÜ Freiberger Straße \| EÜ Freiberger Straße \| \| \| 1,160 \| Anst \| Anst \| \| \| 1,20 \| Dresden-Altstadt Kohlenbahnhof \| 116 m \| \| \| \| Abzw Dresden Mitte W 8–Dresden-Friedrichstadt \| \| \| \| 1,690 \| Anst Kraftwerk Mitte \| Anst Kraftwerk Mitte \| \| \| \| Abzw Dresden Mitte W 1–Dresden-Friedrichstadt \| \| \| \| 2,100 \| Dresden Großmarkthalle \| 111 m \| \| \| 2,510 \| Anst Dresdner Kühlbetriebe \| Anst Dresdner Kühlbetriebe \| \| \| 2,880 \| von Dresden Hafen (DEH-Linie) \| von Dresden Hafen (DEH-Linie) \| \| \| 3,080 \| von Anst Fernheiz- und Elektrizitätswerk (DWP-Linie) \| von Anst Fernheiz- und Elektrizitätswerk (DWP-Linie) \| \| \| 3,250 \| Dresden-Altstadt Elbufer \| 108 m \| \| \| 4,300 \| (Streckenende) \| (Streckenende) \| |                                            |                                                      |                                                      |
| Strecke |                                            | von Werdau Bogendreieck                              | von Werdau Bogendreieck                              |
| Dienststation / Betriebs- oder Güterbahnhof | 0,000                                      | Dresden-Altstadt                                     | 120 m                                                |
| Abzweig geradeaus und nach rechts |                                            | nach Dresden Hbf                                     | nach Dresden Hbf                                     |
| Strecke mit Straßenbrücke | 0,153                                      | Nossener Brücke                                      | Nossener Brücke                                      |
| Abzweig geradeaus und ehemals nach links | 0,230                                      | Anst Imprägnieranstalt                               | Anst Imprägnieranstalt                               |
| Abzweig geradeaus und von links |                                            | Anst Heizkraftwerk Nossener Brücke                   | Anst Heizkraftwerk Nossener Brücke                   |
| Brücke (Strecke außer Betrieb) | 0,495                                      | Brücke Weißeritzmühlgraben                           | Brücke Weißeritzmühlgraben                           |
| Abzweig geradeaus und ehemals von links | 0,520                                      | Anst Glaswerk Siemens                                | Anst Glaswerk Siemens                                |
| Abzweig geradeaus und ehemals von links | 0,700                                      | Anst                                                 | Anst                                                 |
| | 0,800                                      | (heutiges Streckenende)                              | (heutiges Streckenende)                              |
| Brücke (Strecke außer Betrieb) | 0,804                                      | EÜ Freiberger Straße                                 | EÜ Freiberger Straße                                 |
| Abzweig geradeaus und von links (Strecke außer Betrieb) | 1,160                                      | Anst                                                 | Anst                                                 |
| Dienststation / Betriebs- oder Güterbahnhof (Strecke außer Betrieb) | 1,20                                       | Dresden-Altstadt Kohlenbahnhof                       | 116 m                                                |
| Kreuzung geradeaus unten (Strecke geradeaus außer Betrieb) |                                            | Abzw Dresden Mitte W 8–Dresden-Friedrichstadt        | Abzw Dresden Mitte W 8–Dresden-Friedrichstadt        |
| Abzweig geradeaus und nach links (Strecke außer Betrieb) | 1,690                                      | Anst Kraftwerk Mitte                                 | Anst Kraftwerk Mitte                                 |
| Kreuzung geradeaus unten (Strecke geradeaus außer Betrieb) |                                            | Abzw Dresden Mitte W 1–Dresden-Friedrichstadt        | Abzw Dresden Mitte W 1–Dresden-Friedrichstadt        |
| Dienststation / Betriebs- oder Güterbahnhof (Strecke außer Betrieb) | 2,100                                      | Dresden Großmarkthalle                               | 111 m                                                |
| Abzweig geradeaus und von links (Strecke außer Betrieb) | 2,510                                      | Anst Dresdner Kühlbetriebe                           | Anst Dresdner Kühlbetriebe                           |
| Abzweig geradeaus und von links (Strecke außer Betrieb) | 2,880                                      | von Dresden Hafen (DEH-Linie)                        | von Dresden Hafen (DEH-Linie)                        |
| Abzweig geradeaus und von rechts (Strecke außer Betrieb) | 3,080                                      | von Anst Fernheiz- und Elektrizitätswerk (DWP-Linie) | von Anst Fernheiz- und Elektrizitätswerk (DWP-Linie) |
| Dienststation / Betriebs- oder Güterbahnhof (Strecke außer Betrieb) | 3,250                                      | Dresden-Altstadt Elbufer                             | 108 m                                                |
| | 4,300                                      | (Streckenende)                                       | (Streckenende)                                       |

Die Elbezweigbahn war eine nur dem Güterverkehr dienende Nebenbahn im Stadtgebiet der sächsischen Landeshauptstadt Dresden, die ursprünglich durch die Albertsbahn AG als Kohlenbahn erbaut und betrieben wurde. Sie begann am Güterbahnhof Dresden-Altstadt und führte entlang des ursprünglichen Flusslaufes der Weißeritz zu den Hafenanlagen am Altstädter Elbufer.

## Geschichte

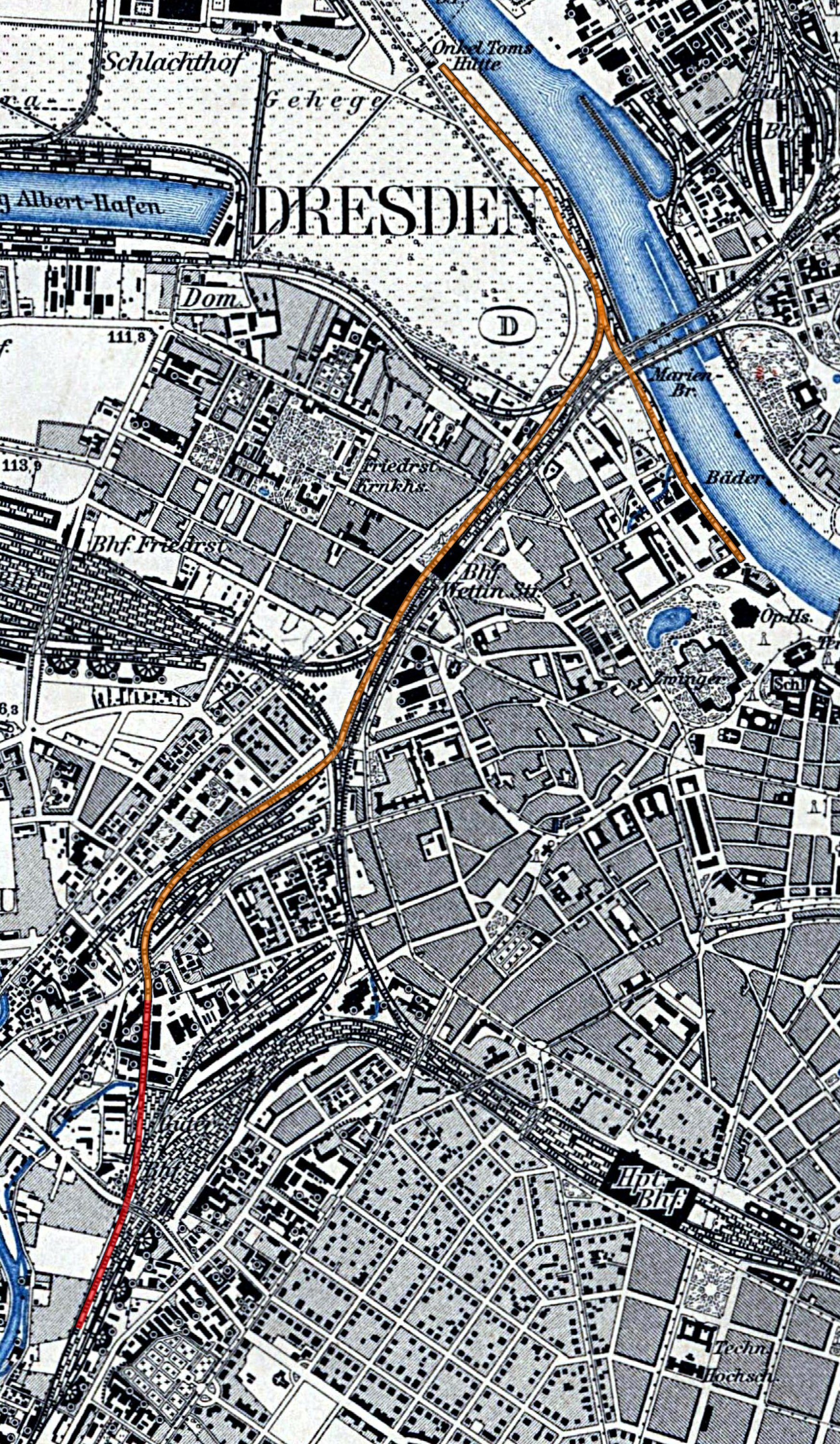
Die Elbezweigbahn auf einer Karte von 1910

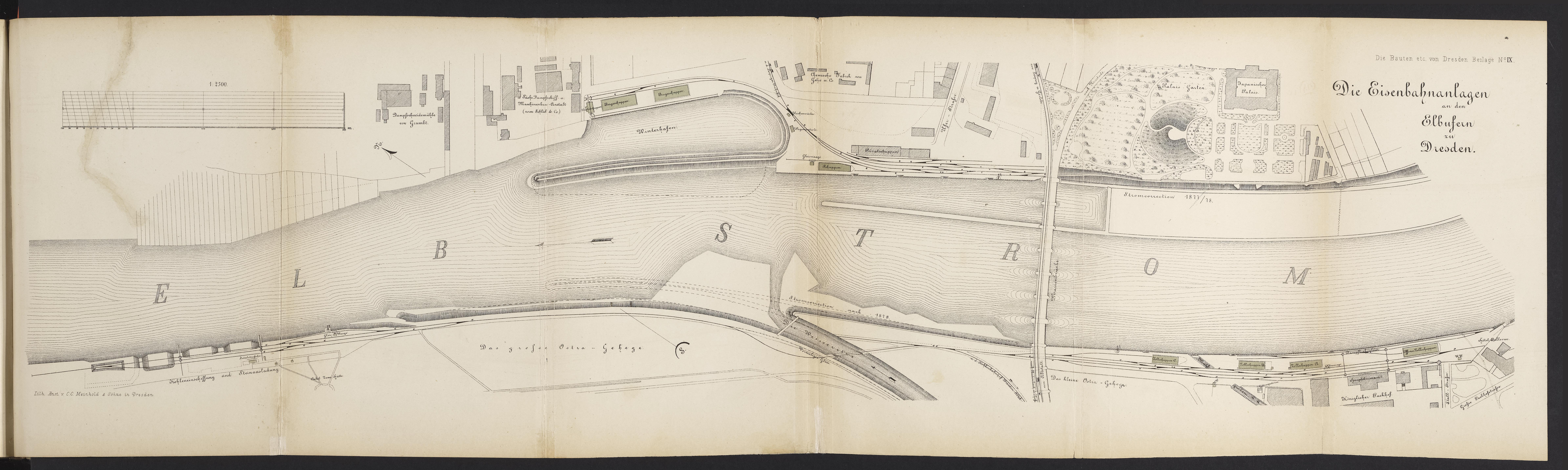
Die Eisenbahnanlagen an den Elbufern zu Dresden (um 1878)

Die Geschichte der Elbezweigbahn ist unmittelbar mit der Geschichte der Albertsbahn AG verbunden, die ab 28. Juni 1855 eine Bahnverbindung von Dresden nach Tharandt betrieb. Diese Strecke war ursächlich als Kohlenbahn zur Abfuhr der im Döhlener Becken geförderten Steinkohle erbaut worden, sie diente aber auch dem Reiseverkehr. Endpunkt der Linie in Dresden war der Albertsbahnhof südwestlich der Dresdner Altstadt, er ist mit dem späteren Kohlenbahnhof identisch.
Am 2. April 1856 eröffnete die Albertsbahn AG noch eine Fortsetzungsstrecke vom Albertsbahnhof bis zu den Hafenanlagen am Elbufer. Diese als Elbezweigbahn bezeichnete Strecke diente während ihrer gesamten Existenz nur dem Güterverkehr. Zur Umladung der Kohle befand sich am Kai ein Entladegerüst, auf dem die Kohlehunte der Albertsbahn AG unterflur entleert werden konnten. Mittels Handkarren wurde die Kohle dann auf die am Kai liegenden Schiffe verladen.
Der sächsische Staat eröffnete am 1. März 1859 noch ein Zweiggleis vom Bahnhof Elbufer zum Packhof, den Betrieb führte auch hier die Albertsbahn aus.
Am 1. Juli 1868 wurde die Albertsbahn verstaatlicht. Eigentümer der Strecken waren jetzt die  Königlich Sächsischen Staatseisenbahnen. Im sächsischen Streckenbezeichnungsschema erhielten die Strecken der Elbezweigbahn die Kürzel DWK (Dresden-Altstadt–Elbufer) und DWP (Elbufer–Packhof). Ab dem 1. März 1869 verkehrten die Züge aus Richtung Tharandt über eine neue Verbindungsbahn zum Böhmischen Bahnhof (heute Hauptbahnhof), der Albertsbahnhof wurde fortan nur noch als Güterbahnhof genutzt. Er wurde in Dresden-Altstadt Kohlenbahnhof umbenannt.

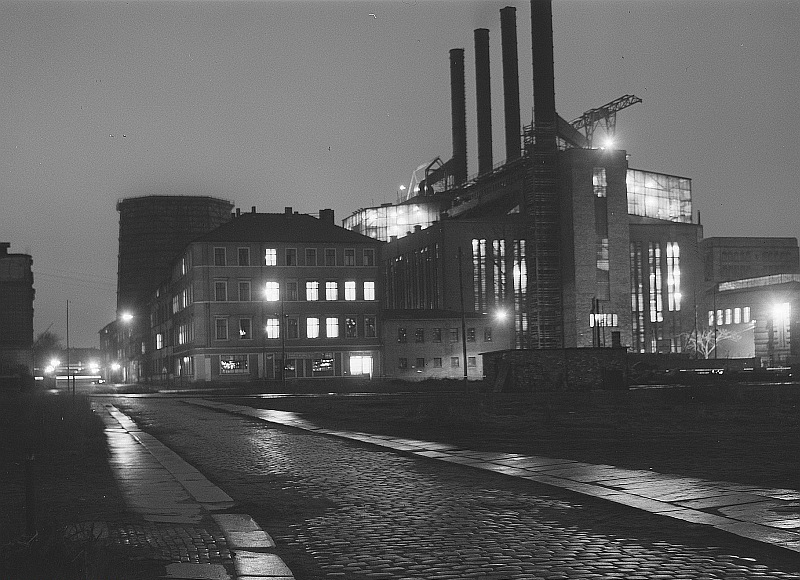
Das Kraftwerk Mitte wurde über die Elbezweigbahn mit Kohle beliefert (undatiert)

Die Königlich Sächsischen Staatseisenbahnen erweiterten die Gleisanlage am Dresdner Elbufer in den Jahren 1882 bis 1884 noch erheblich. Im Jahr 1891 begann schließlich die Umverlegung der Weißeritz. Auf den gewonnenen neuen Flächen wurde unter anderem die neue Dresdner Großmarkthalle aufgebaut. Sie erhielt eine eigene Ladestelle.
Die Eröffnung des neuen König-Albert-Hafens im Ostragehege im Jahr 1895 führte zu einer Verringerung des Güterumschlages am Altstädter Elbufer. Über die gleichzeitig errichtete neue Dresdner Hafenbahn bekam der Bahnhof Dresden-Altstadt Elbufer über diesen eine Anbindung an den gleichzeitig in Betrieb genommenen Rangierbahnhof Dresden-Friedrichstadt.

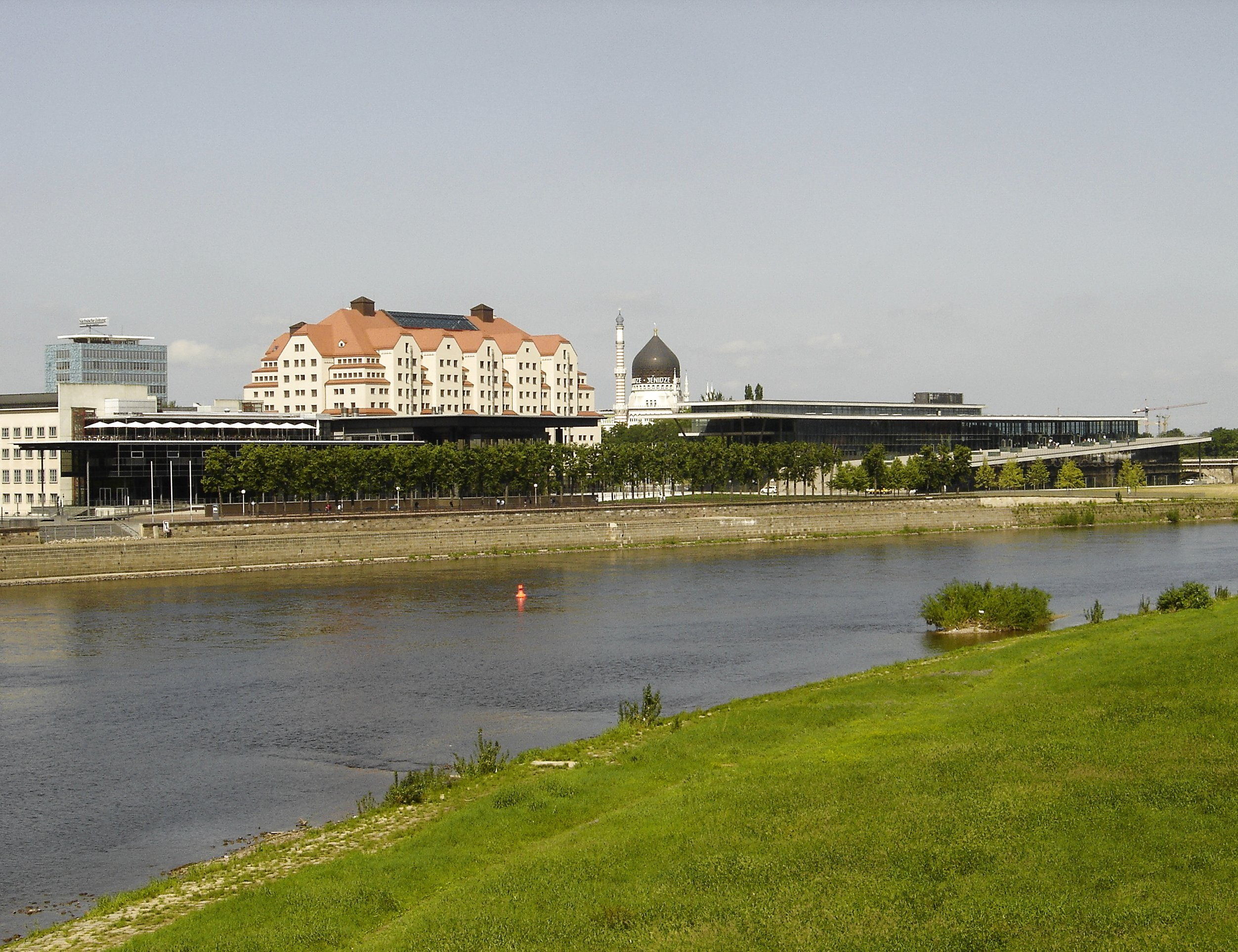
Erlweinspeicher und Sächsischer Landtag: Deutlich sichtbar ist die erhaltene Kaimauer, auf der ein Ladegleis verlief. (2010)

Das im Jahr 1900 auf dem Packhofgelände errichtete Staatliche Fernheiz- und Elektrizitätswerk, das 1911 erbaute Städtische Kühlhaus und der zwischen 1913 und 1914 errichtete städtische Erlweinspeicher ließen jedoch das Verkehrsaufkommen auf der Elbezweigbahn später wieder ansteigen. Zudem entstand 1927/1928 auf dem Gelände eines kleineren Lichtwerkes am Wettiner Platz das Kraftwerk Mitte, damals eines der modernsten Heizkraftwerke Deutschlands. Es übernahm fortan die Fernwärmeversorgung der öffentlichen Gebäude in der Dresdner Innenstadt, das alte Staatliche Fernheiz- und Elektrizitätswerk nahm man danach außer Betrieb. Zur gleichen Zeit entstand ein weiterer Speicher, der sogenannte Wolfsche Speicher, benannt nach dem damaligen Dresdner Stadtbaurat Paul Wolf, zwischen Erlweinspeicher und Kaimauer (während des Baus des neuen Landtages 1992 abgerissen, jetzt Grünfläche). 

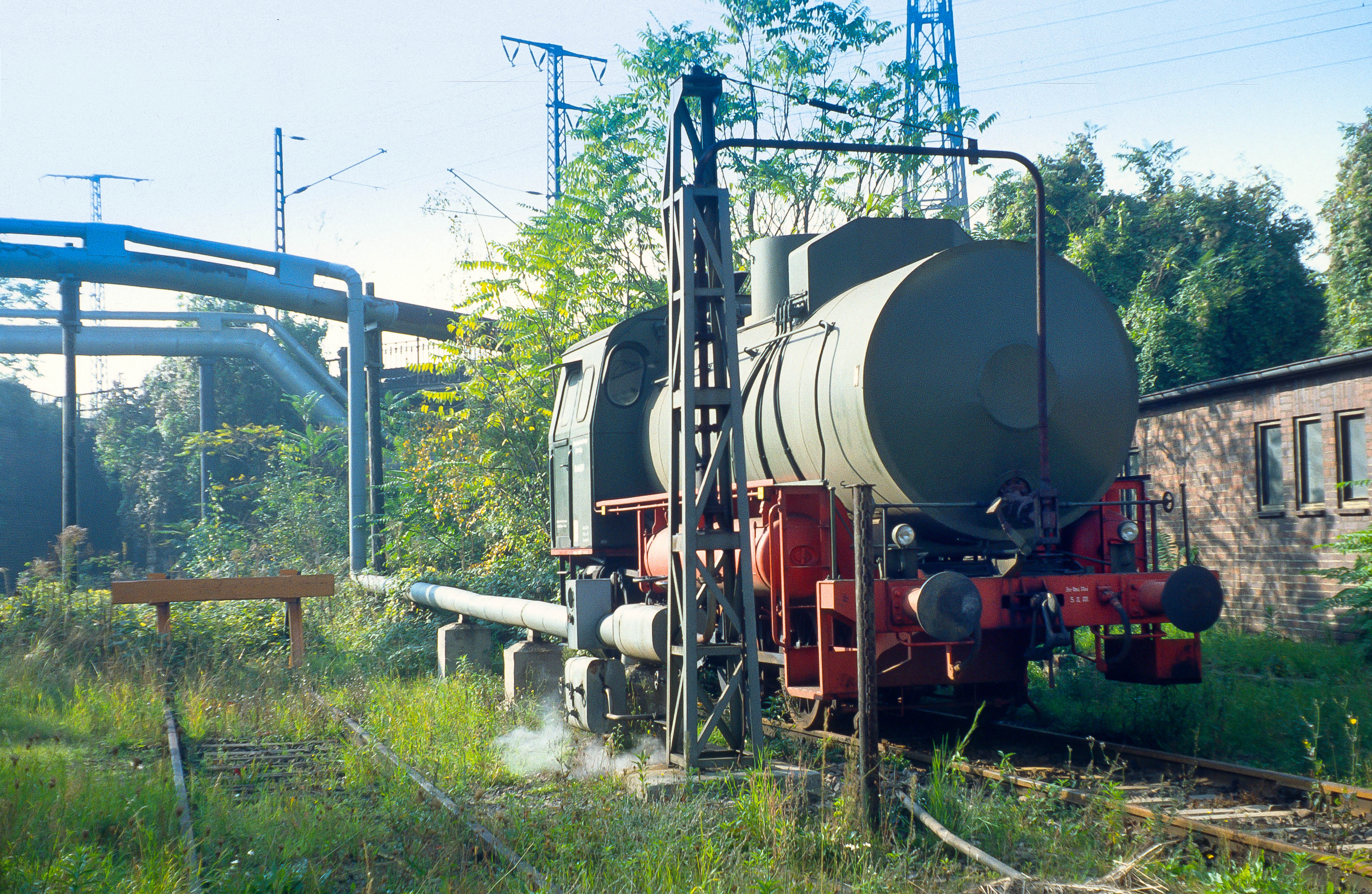
Dampfspeicherlokomotive an der Anst Kraftwerk Mitte während der Dampfauffüllung (14. Oktober 1990)

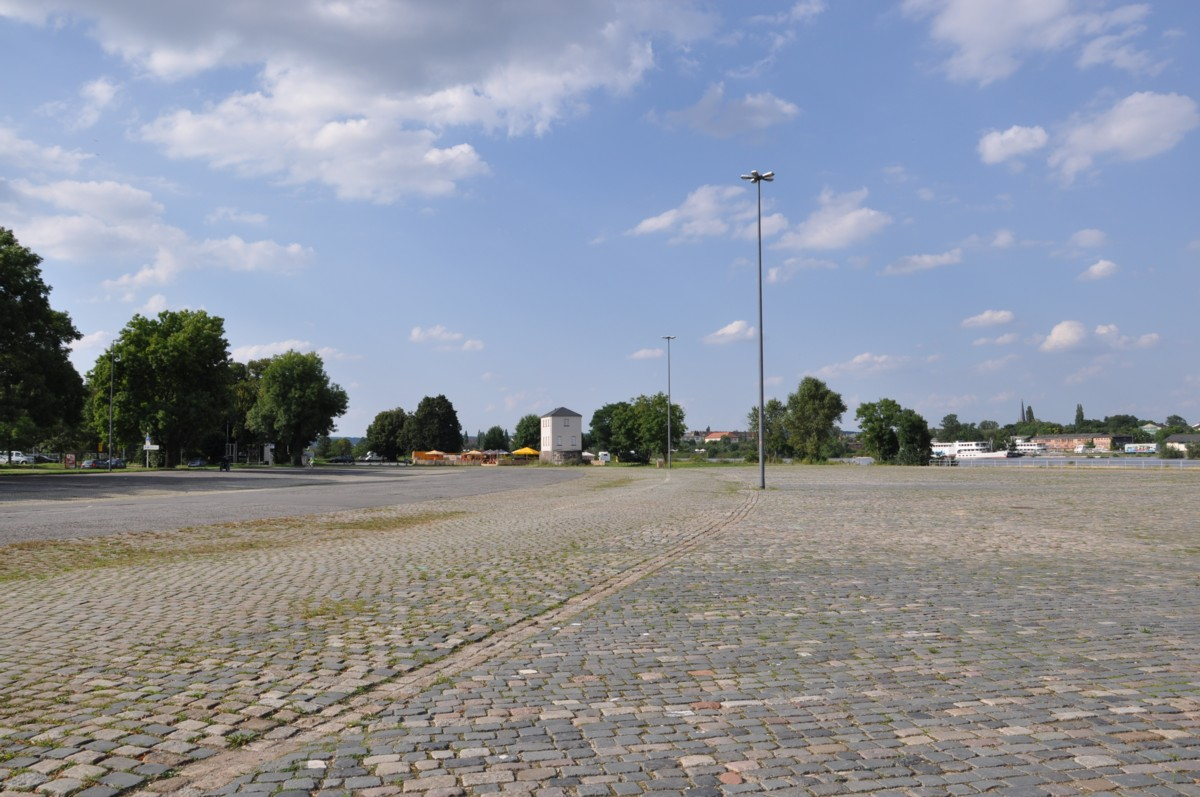
Der ehemalige Bahnhof Dresden-Altstadt Elbufer, im Hintergrund das hochwassersicher gebaute Stellwerksgebäude (2010)

Eine Zäsur für die Elbezweigbahn waren die Luftangriffe am 13. Februar 1945. Der größte Teil der Strecke lag im Gebiet der zu 90 Prozent zerstörten Altstadt. Das Staatliche Fernheiz- und Elektrizitätswerk war völlig zerstört, die Speicher ausgebrannt, der Kohlenbahnhof verwüstet. Weitgehend unversehrt blieben jedoch das Kraftwerk Mitte und die Großmarkthalle. Der Bahnhof Dresden-Altstadt Elbufer wurde fortan nur noch als Lagerplatz genutzt. Seine Bedienung erfolgte nun ausschließlich über die Hafenbahn.
Nach der politischen Wende im Osten Deutschlands im Jahr 1989 kam es auf der Strecke rasch zu einem Verkehrsrückgang. Das Kraftwerk Mitte wurde im März 1994 stillgelegt, Großmarkthalle und Kühlhaus stellten ebenso ihren Betrieb ein. Mit der Umstellung der Heizungsanlagen in den Dresdner Haushalten von Kohle auf modernere Energieträger verlor schließlich auch der Kohlenbahnhof seine Funktion.
Heute ist die Strecke mit allen Nebengleisen und Abschlüssen ab der inzwischen abgerissenen Überführung Freiberger Straße abgebaut. Der einstige Bahnhof am Elbufer dient heute als Parkplatz für Reisebusse. Mehrmals jährlich wird er auch als Festplatz für die Dresdner Vogelwiese genutzt.